# Список губернаторов Сингапура
Губернаторы Сингапура — лица, управлявшие Сингапуром до получения им права на полное самоуправление и выбора собственного главы в 1959 году.

## Резиденты Сингапура (1819—1826)
Резидент и комендант Сингапура управлял Сингапуром в период с 1819 по 1826 годы от имени Британской Ост-Индской компании.
| Портрет | Имя                            | С              | До              |
| ------- | ------------------------------ | -------------- | --------------- |
|         | Генерал-майор Вильям Фаркьюхар | 6 февраля 1819 | 1 мая, 1823     |
|         | Доктор Джон Кроуфорд           | 27 мая, 1823   | 15 августа 1826 |

## Губернаторы Стрейтс-Сетлментс (1826—1946)
Губернатор Стрейтс-Сетлментс управлял колонией Стрейтс-Сетлментс (с 1826 по 1858 годы — от имени Британской Ост-Индской компании, с 1858 по 1867 — от имени Министерства по делам Индии, с 1867 по 1946 — от имени Министерства по делам колоний).
| Портрет                                                                                 | Имя                                                                       | С                | До              |
| --------------------------------------------------------------------------------------- | ------------------------------------------------------------------------- | ---------------- | --------------- |
|                                                                                         | Роберт Фуллертон                                                          | 27 ноября 1826   | 12 ноября 1830  |
|                                                                                         | Роберт Иббетсон                                                           | 12 ноября 1830   | 7 декабря 1833  |
|                                                                                         | Кеннет Мерчисон                                                           | 7 декабря 1833   | 18 ноября 1836  |
|                                                                                         | Сэр Джордж Бонэм                                                          | 18 ноября 1836   | Январь 1843     |
| Прямое правление Британской Ост-Индской компании с января по август 1843.               |                                                                           |                  |                 |
|                                                                                         | Генерал-майор Уильям Баттерворт                                           | август 1843      | 21 марта 1855   |
|                                                                                         | Эдмунд Бланделл                                                           | 21 марта 1855    | 6 августа 1859  |
|                                                                                         | Генерал-майор сэр Уильям Кавена                                           | 6 августа 1859   | 16 марта 1867   |
|                                                                                         | Генерал-майор сэр Гарри Орд                                               | 16 марта 1867    | 4 ноября 1873   |
|                                                                                         | Сэр Эндрю Кларк                                                           | 4 ноября 1873    | 8 мая 1875      |
|                                                                                         | Сэр Уильям Джервойс                                                       | 8 мая 1875       | 3 апреля 1877   |
|                                                                                         | Генерал-майор Эдвард Энсон И. о. губернатора Стрейтс-Сетлментс            | 3 апреля 1877    | август 1877     |
|                                                                                         | Сэр Уильям Робинсон                                                       | август 1877      | 10 февраля 1879 |
|                                                                                         | Генерал-майор Эдвард Энсон И. о. губернатора Стрейтс-Сетлментс            | 10 февраля 1879  | 16 мая 1880     |
|                                                                                         | Сэр Фредерик Уэлд                                                         | 16 мая 1880      | 17 октября 1887 |
|                                                                                         | Сэр Сесил Клементи Смит                                                   | 17 октября 1887  | 30 августа 1893 |
|                                                                                         | Уильям Максвелл И. о. губернатора Стрейтс-Сетлментс                       | 30 августа 1893  | 1 февраля 1894  |
|                                                                                         | Сэр Чарльз Митчелл                                                        | 1 февраля 1894   | 7 декабря 1899  |
|                                                                                         | Джеймс Светтенхам И. о. губернатора Стрейтс-Сетлментс                     | 7 декабря 1899   | 5 ноября 1901   |
|                                                                                         | Сэр Франк Светтенхам                                                      | 5 ноября 1901    | 16 апреля 1904  |
|                                                                                         | Сэр Джон Андерсон                                                         | 16 апреля 1904   | 2 сентября 1911 |
|                                                                                         | Сэр Артур Янг                                                             | 2 сентября 1911  | 17 февраля 1920 |
|                                                                                         | Сэр Лоуренс Гиллемард                                                     | 17 февраля 1920  | 3 июня 1927     |
|                                                                                         | Сэр Хью Клиффорд                                                          | 3 июня 1927      | 5 февраля 1930  |
|                                                                                         | Сэр Сесил Клементи                                                        | 5 февраля 1930   | 9 ноября 1934   |
|                                                                                         | Сэр Шентон Томас                                                          | 9 ноября 1934    | 15 февраля 1942 |
| Японская оккупация Стрейтс-Сетлментс с 15 февраля 1942 по 12 сентября 1945.             |                                                                           |                  |                 |
| Британская военная администрация Стрейтс-Сетлментс С 12 сентября 1945 по 1 апреля 1946. |                                                                           |                  |                 |
|                                                                                         | Лорд Луис Маунтбеттен Верховный главнокомандующий театра военных действий | 12 сентября 1945 | 1 апреля 1946   |
| Продолжение списка губернаторов Стрейтс-Сетлментс                                       |                                                                           |                  |                 |
|                                                                                         | Сэр Шентон Томас                                                          | 12 сентября 1945 | 1 апреля 1946   |

## Губернаторы Сингапура (1946—1949)
Губернатор Сингапура управлял королевской колонией Сингапур от имени Министерства по делам колоний с момента образования королевской колонии в 1946 году и до момента перехода Сингапура на самоуправление в 1959 году, когда пост губернатора был упразднён.
| Портрет | Имя                                         | С              | По             |
| ------- | ------------------------------------------- | -------------- | -------------- |
|         | Сэр Франклин Джимсон                        | 1 апреля 1946  | 20 марта 1952  |
|         | Вилфред Блайт И. о. губернатора Сингапура   | 20 марта 1952  | 21 апреля 1952 |
|         | Сэр Джон Николл                             | 21 апреля 1952 | 2 июня 1955    |
|         | Сэр Уильям Гуде И. о. губернатора Сингапура | 2 июня 1955    | 30 июня 1955   |
|         | Сэр Роберт Блэк                             | 30 июня 1955   | 9 декабря 1957 |
|         | Сэр Уильям Гуд                              | 9 декабря 1957 | 3 июня 1959    |